# Балабанов, Константин Алексеевич
Константи́н Алексе́евич Балаба́нов (укр. Костянтин Олексійович Балабанов; 13 августа 1982, Килия, Одесская область, Украинская ССР, СССР) — украинский футболист, нападающий.

## Биография

### Клубная карьера
Первая команда «Черноморец». В высшей лиге дебютировал 17 августа 2002 в матче с «Карпатами» (1:1). В тандеме с Александром Косыриным был одним из самых успешных нападающих в новейшей истории Черноморца.
Летом 2005 года перешёл в «Днепр». В 2008—2009 гг. играл за «Нефтяник» и «Кривбасс» на правах аренды. После окончания контракта с «Днепром» весной 2009 года более года не играл. 16 июля 2010 года подписал контракт с «Черноморцем».

### Карьера в сборной
Выступал за юниорскую и молодёжные сборные Украины. В главной сборной дебютировал 18 февраля 2004 в матче с Ливией.

## Достижения
- В списках лучших футболистов Украины[укр.]: 2003 — № 2 (нападающий)